# Тулон (округ)
Туло́н (фр. Toulon) — округ (фр. Arrondissement) во Франции, один из округов в регионе Прованс — Альпы — Лазурный Берег. Департамент округа — Вар. Супрефектура — Тулон.
Население округа на 2006 год составляло 555 302 человек. Плотность населения составляет 428 чел./км². Площадь округа составляет всего 1296 км².